# میشل تراکتنبرگ
میشل کریستین تراکتنبرگ (انگلیسی: Michelle Christine Trachtenberg؛ ۱۱ اکتبر ۱۹۸۵ – ۲۶ فوریهٔ ۲۰۲۵) بازیگر آمریکایی بود.

## زندگی شخصی
میشل کریستین تراکتنبرگ در ۱۱ اکتبر ۱۹۸۵ در شهر نیویورک از لانا، مدیر بانک و مایکل تراکتنبرگ، کارفرمای فیبر نوری متولد شد. پدر و مادر او مهاجران یهودی بودند. پدرش اهل آلمان بود، در حالی که مادرش اهل روسیه بود. مادرش به او کمک کرد تا در سال ۲۰۱۳ مقداری زبان روسی برای ایفای نقش یاد بگیرد. پدربزرگ و مادربزرگ او در اسرائیل اقامت دارند. او یک خواهر بزرگتر به نام ایرنه داشت.
تراکتنبرگ در شیپسهد بی، بروکلین بزرگ شد، جایی که در دبیرستان در آکادمی هنر و علوم بِی تحصیل کرد. خانواده او بعداً به لس آنجلس نقل مکان کردند، جایی که او در دبیرستان نوتردام در شرمن اوکس تحصیل کرد. او در مصاحبه‌ای بعد و در رسانه‌های اجتماعی گفت که در مدرسه مورد آزار و اذیت قرار گرفته است. او نماینده جوانان برای راه‌اندازی کمپین مبارزه با مواد مخدر با رئیس‌جمهور بیل کلینتون بود. او هرگز ازدواج نکرد و هیچ فرزندی نداشت، و روابط او تا حد زیادی برای عموم ناشناخته بود. در زمان مرگ، او به مدت پنج سال در یک رابطه عاشقانه طولانی‌مدت با مدیر برنامه‌هایش، جی کوهن، بود.

## مرگ
در اوایل ۲۰۲۴، پس از اظهار نظر برخی در مورد کاهش وزن و علائم یرقان، تراکتنبرگ در رسانه‌های اجتماعی نگرانی‌ها در مورد سلامتی خود را برطرف کرد. او به دنبال‌کننده‌هایش اطمینان داد که «شاد و تندرست» است.
تراکتنبرگ مدتی پیش از مرگش تحت عمل پیوند کبد ، به دلیل بیماری پیشرفته هپاتیت سی که‌ دنبال تزریقات زیبایی به آن مبتلا شده بود ، قرار گرفت.
در ۲۶ فوریهٔ ۲۰۲۵، مادرش جسد او را در آپارتمانش در منهتن در ساعت ۸ صبح پیدا کرد. فوریت‌های پزشکی به محل اعزام شدند و مرگ او را در ۳۹ سالگی اعلام کردند. مقامات تأیید کردند که مرگ او مشکوک تلقی نمی‌شود. علت مرگ پس از مخالفت خانواده‌اش با کالبدشکافی به‌دلایل مذهبی مشخص نشد. پیش از مرگ، قرار بود تراکتنبرگ در جشنوارهٔ جنوب از جنوب غربی در آستین، تگزاس در ۱۲ مارس حضور داشته باشد.

## گزیده فیلم‌شناسی
فهرست برخی از فیلم‌هایی که میشل تراکتنبرگ در آنها به ایفای نقش پرداخته است:

### فیلم
- هریت جاسوس (۱۹۹۶)
- آرزوی کریسمس ریچی ریچ (۱۹۹۸)
- کارآگاه گجت (۱۹۹۹)
- نمی‌تواند بهشت باشد (۱۹۹۹)
- سفر به اروپا (۲۰۰۴)
- پوست رازآمیز (۲۰۰۴)
- شاهزاده خانم یخی (۲۰۰۵)
- اوهایوی زیبا (۲۰۰۶)
- کریسمس سیاه (۲۰۰۶)
- در برابر جریان (۲۰۰۹)
- دوباره ۱۷ (۲۰۰۹)
- قانون‌شکن (۲۰۱۰)
- امشب منو ببر خونه (۲۰۱۱)
- نابغه شیطانی سکسی (۲۰۱۳)
- نویسنده بد (۲۰۱۴)

### سریال
- جوابش را پیدا کن (مجموعه تلویزیونی)
- دختر سخن‌چین (مجموعه تلویزیونی)
- بافی قاتل خون‌آشام‌ها (مجموعه تلویزیونی)
- علف (مجموعه تلویزیونی)